# Moritz Ulrik Putbus

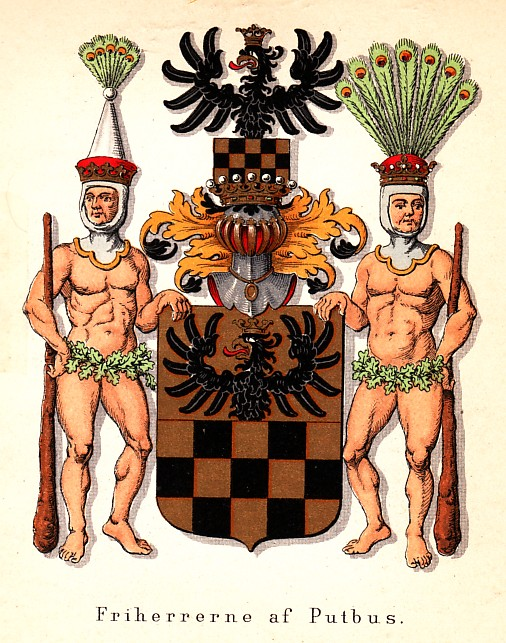
Ätten Putbus vapen.

Moritz Ulrik Putbus (tyska: Moritz Ulrich I. Graf und Herr zu Putbus), född 3 oktober 1699 i Kørup, död 25 juli 1769 i Wismar, var greve och herre av Putbus, friherre av Einsidelsborg, Kørup, och Boldewitz, herre till Vanås i Gryts socken, Kristianstads län. Han tjänstgjorde som president för Wismarska tribunalen.

## Biografi
Hans far var Malte Putbus (1671–1750), som upphöjdes till riksgreve 1722 av kejsare Karl VI. Efter att den tyska linjen av herrarna Putbus dog ut, ärvde hans far, som kom från den danska Podebusklinjen, godsen på Rügen.
Moritz Ulrik var student i Halle mellan 1716 och 1719, och år 1725 tog han sitt permanenta säte till herrskapet Putbus. Han förstorade bland annat slottet Putbus, som hade funnits i århundraden. År 1723 övertog han förvaltningen av familjegodsen även i Danmark. Från 1725 lät han bygga slottsparken vid Putbus i barockstil. År 1755 avstod han det skuldsatta herraväldet Putbus till sin äldste son Malte Fredrik. År 1744 förvärvade han Boldewitz, som han sålde igen 1762.
Moritz Ulrik var från 1725 lantråd i Svenska Pommern och utnämndes av den svenske kungen 1728 till arvlantmarskalk av Pommern och Rügen. Den 14 juni 1731 upphöjdes han till svensk greve. Från 1733 till 1763 tjänstgjorde han som president för Wismarska tribunalen. Den 27 november 1758 utnämndes han till Riddare och Kommendör av Kungl. Maj:st orden av Adolf Fredrik. Han var även Riddare av Johanniterorden.

## Galleri

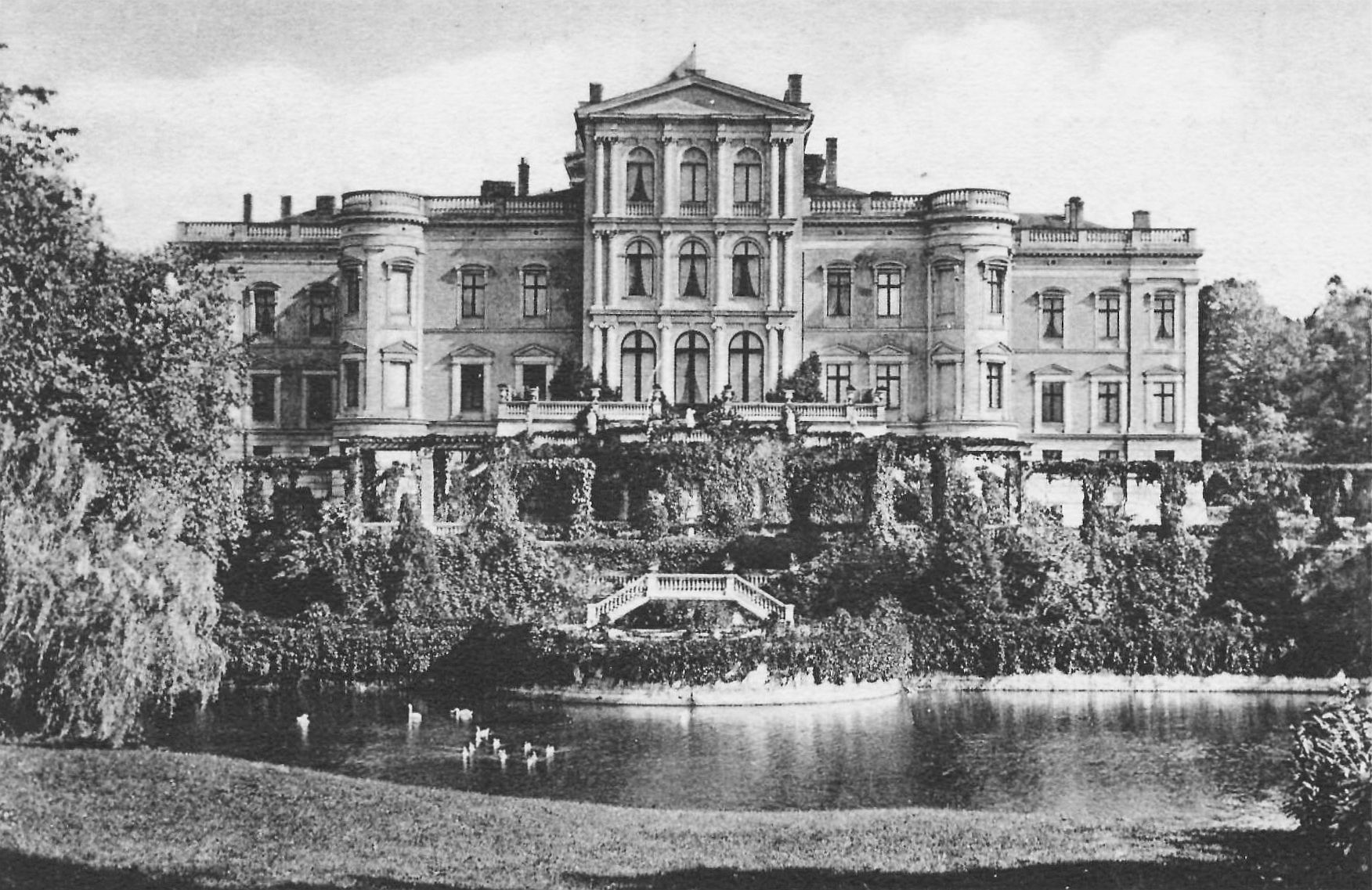
Putbus Slott, Rügen (Bild från ca. 1875).
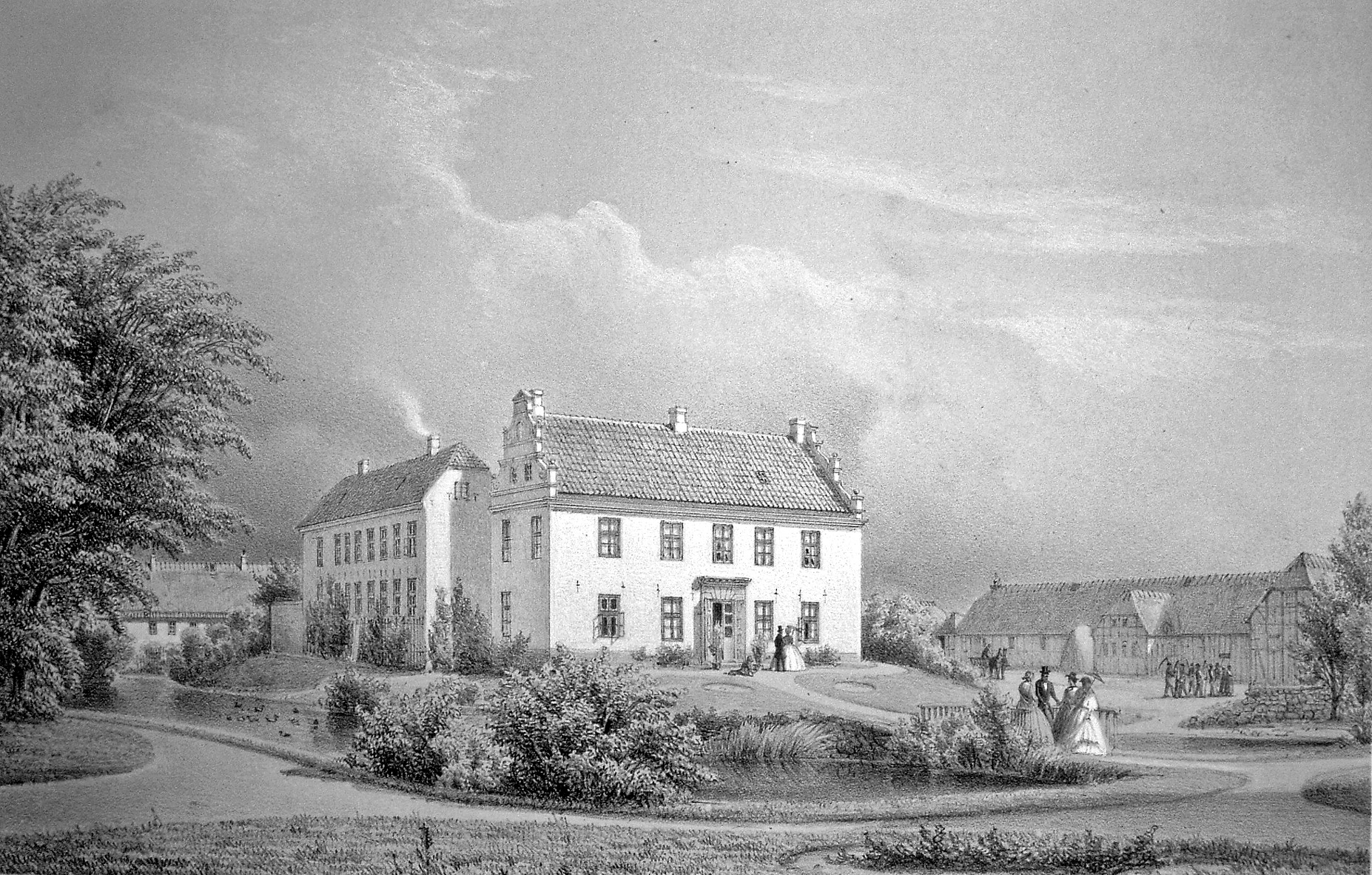
Godset Kørup, på Fyn (1861).
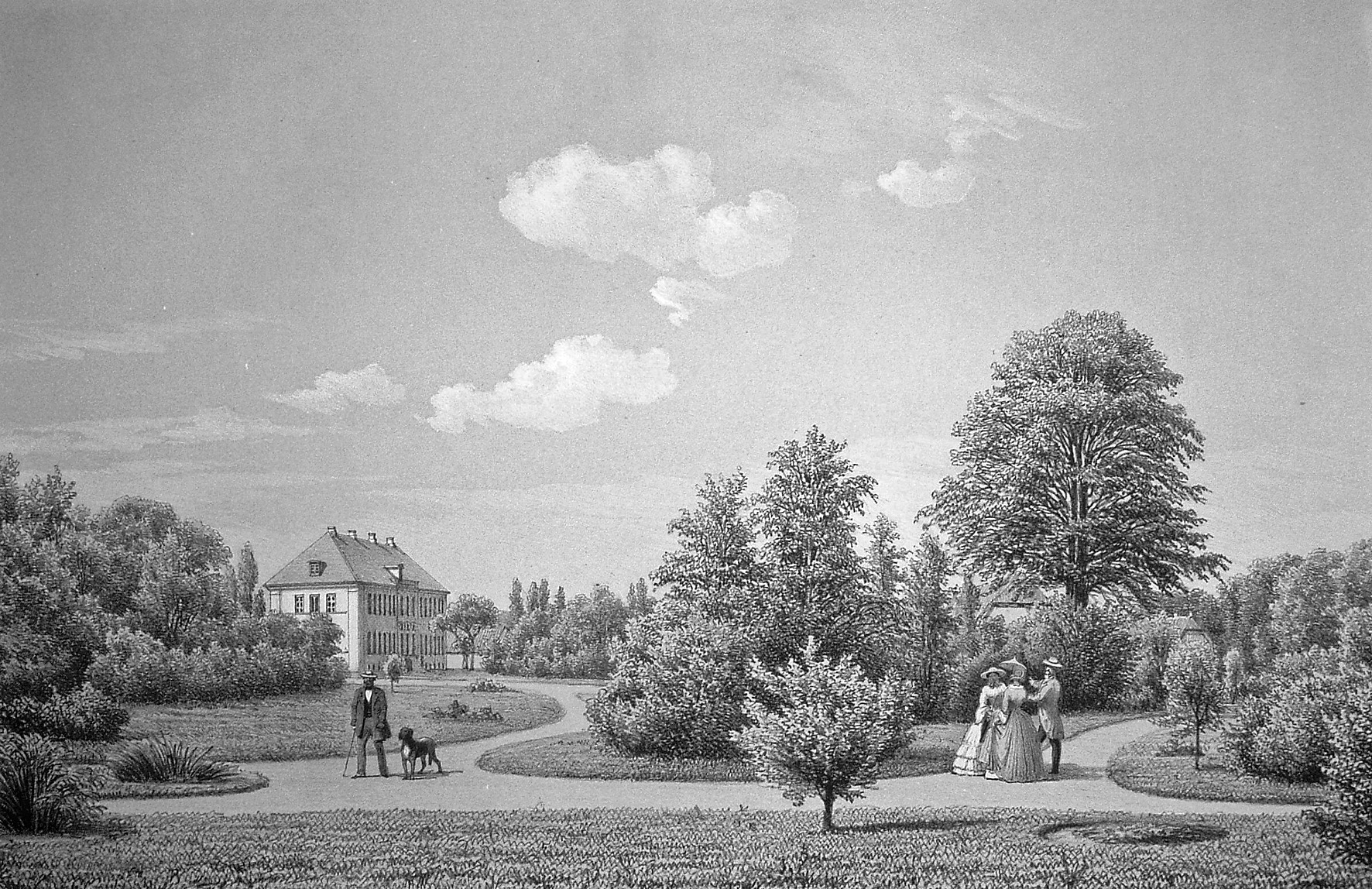
Gods Einsidelsborg, på Fyn (1861).

## Familj
Han gifte sig 1724 med Christiane Wilhelmine, född 13 augusti 1704 i Lübbenau, död 7 december 1752 i Stralsund, riksgrevinna av Lynar, dotter till Friedrich Casimir zu Lynar. 
Deras Barn:
- Malte Fredrik (1725–1787); President i svenska Pommerns regering, sålde de danska godsen 1780 för att bettala av skulderna; gift 1782 med Sophie Wilhelmine von der Schulenburg.
- Anshelm Carl (1727–1795), svensk militär
- Juliana Vilhelmina (1728–1780)
- Moritz Ulrik (1729–1776), överkammarherre och riksråd
- Fredrik Ulrik (1732–1764), svensk[militär
- Carl Vilhelm Maximilian (1736–1738)
- Gottlieb Ludvig Ferdinand (1737–1804), svensk general
- Christian Vilhelm (1739–1771), svensk militär
- Ernst August Henrik (1743–1780), svensk kammarherre